# Lau (Kehtna)
Lau – wieś w Estonii, prowincji Rapla, w gminie Kehtna.